# Cratere Ilga
Ilga  è un cratere sulla superficie di Venere.